# Äppelbodräkt

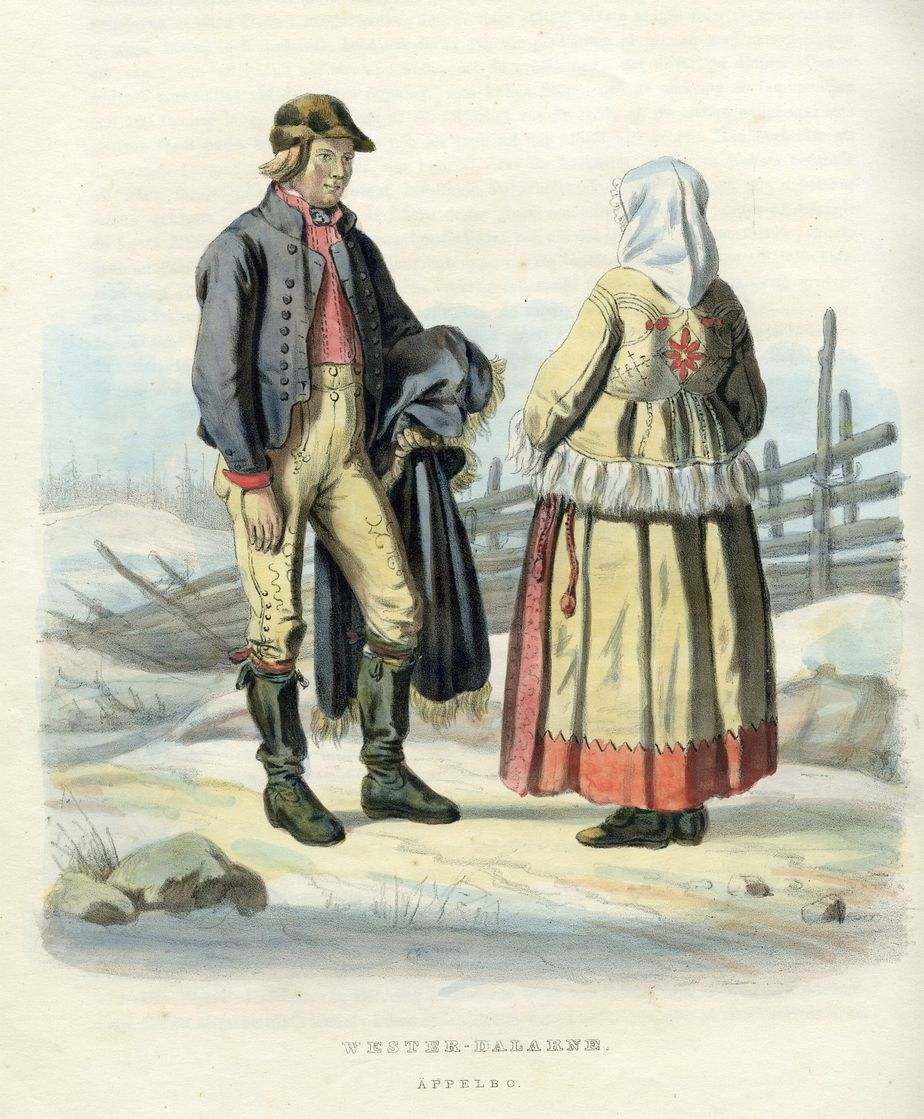
Man och kvinna i Äppelbodräkt

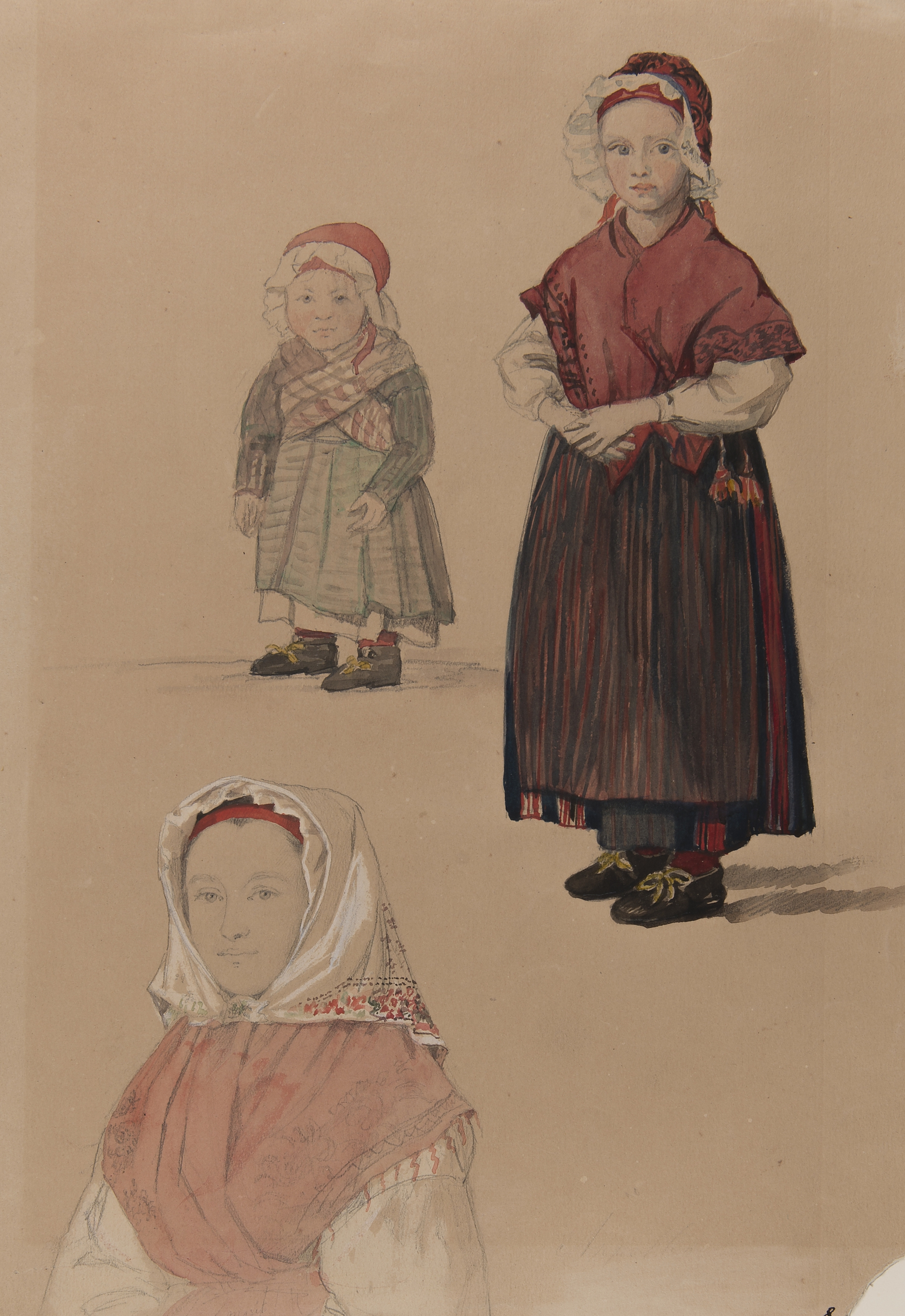
Tre bilder på barn i dräkt. Akvarell av P.Södermark - Nordiska museet - NMA.0070066

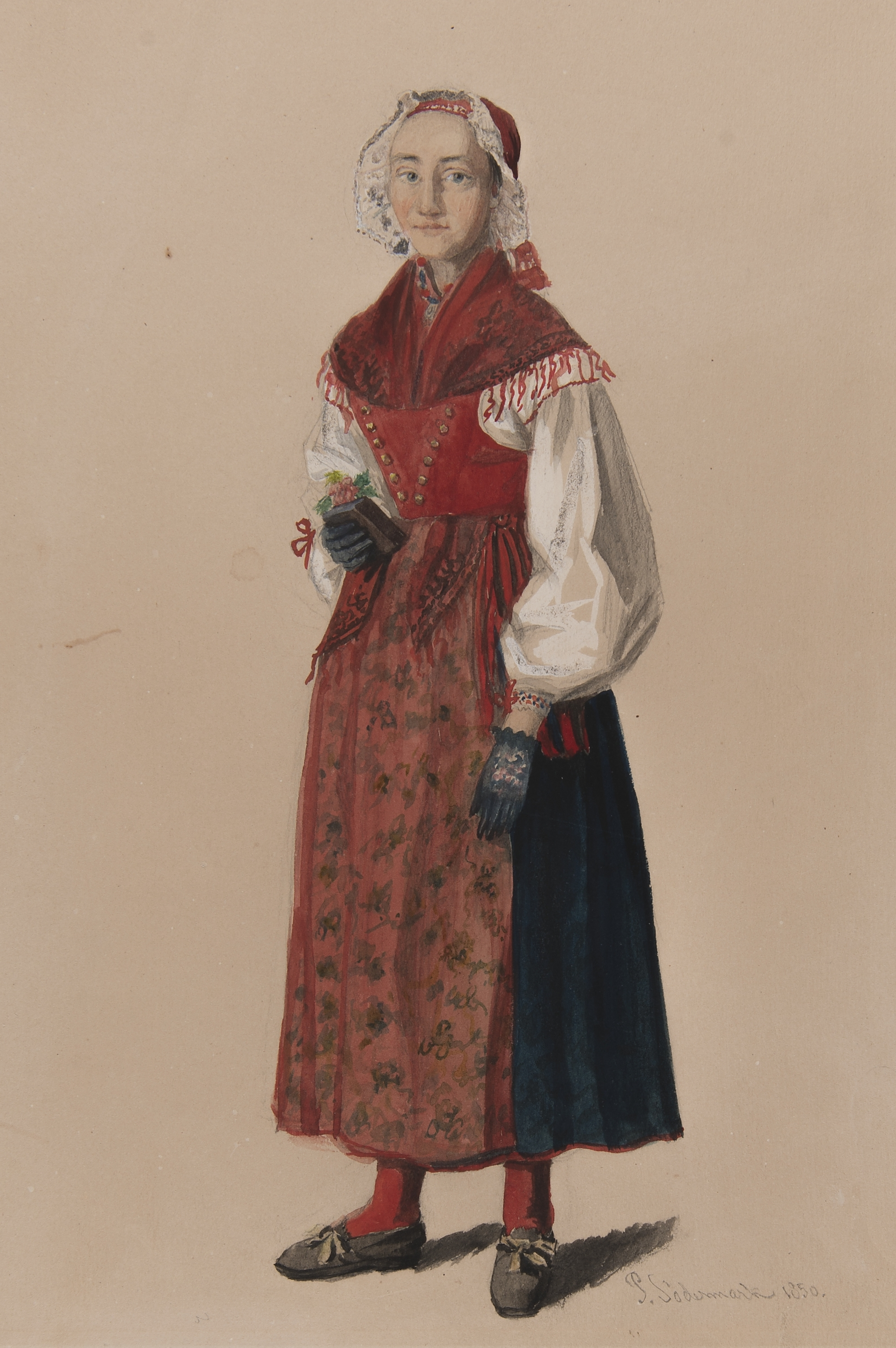
Kvinna i dräkt. Akvarell av P.Södermark - Nordiska museet - NMA.0070064

Äppelbodräkt är en sockendräkt(eller bygdedräkt) från Äppelbo socken i Dalarna.

## Kvinnodräkten
Dräkten består av:
- livstycke - vanligtvis av rött mönstervävt ylletyg, kantad med blå eller gröna kanter. Frampå livstycket sitter även en påknäppt bröstlapp.
- kjol - av svart yllebrokad, ett tyg som förr ofta köptes i Norge. Den kan även vara randig i alla möjliga varianter, men ofta med mycket inslag av rött, grönt eller svart. Den svarta kjolen användes ofta till högtider, medan den randiga användes till vardags.
- förkläde - till kjolen. Också randigt, men med smalare ränder än det till kjolen. Till svart kjol bärs ett förkläde av röd kattun.
- halskläde/sjal - utgör den största variationen i denna dräkt. Ofta av siden-, ylle-, eller bomullssjalar, men kan variera i alla möjliga mönster och material då det inte finns någon egentlig mönstertradition. Förr var sjalen lite av en statussymbol.
- väska - förr vanligt att bara halva väskan broderades, då andra halvan doldes av förklädet. Har också varit en statussymbol, speciellt som en möjlighet att visa hur duktig man var på att brodera.
- kringômsband - ett dekorband som knyts ovanpå förklädeskanten och vävs efter tycke skicklighet. Många gånger vävdes in initialer och årtal i dekorbanden.
- strumpor - alltid röda oavsett tillställning
- jacka
  - en svarttröja kantad med röda band som varierat mycket efter modet svängningar. Under 1870-talet blev jackan 15-20cm längre än den varit förut. Jackan levde kvar i modet även efter att dräkten avskaffats.
  - eller en stickärmströja. Denna jacka har typ på kroppen samt stickade eller virkade ärmar. Dess färger är ofta röd, svart eller grön.

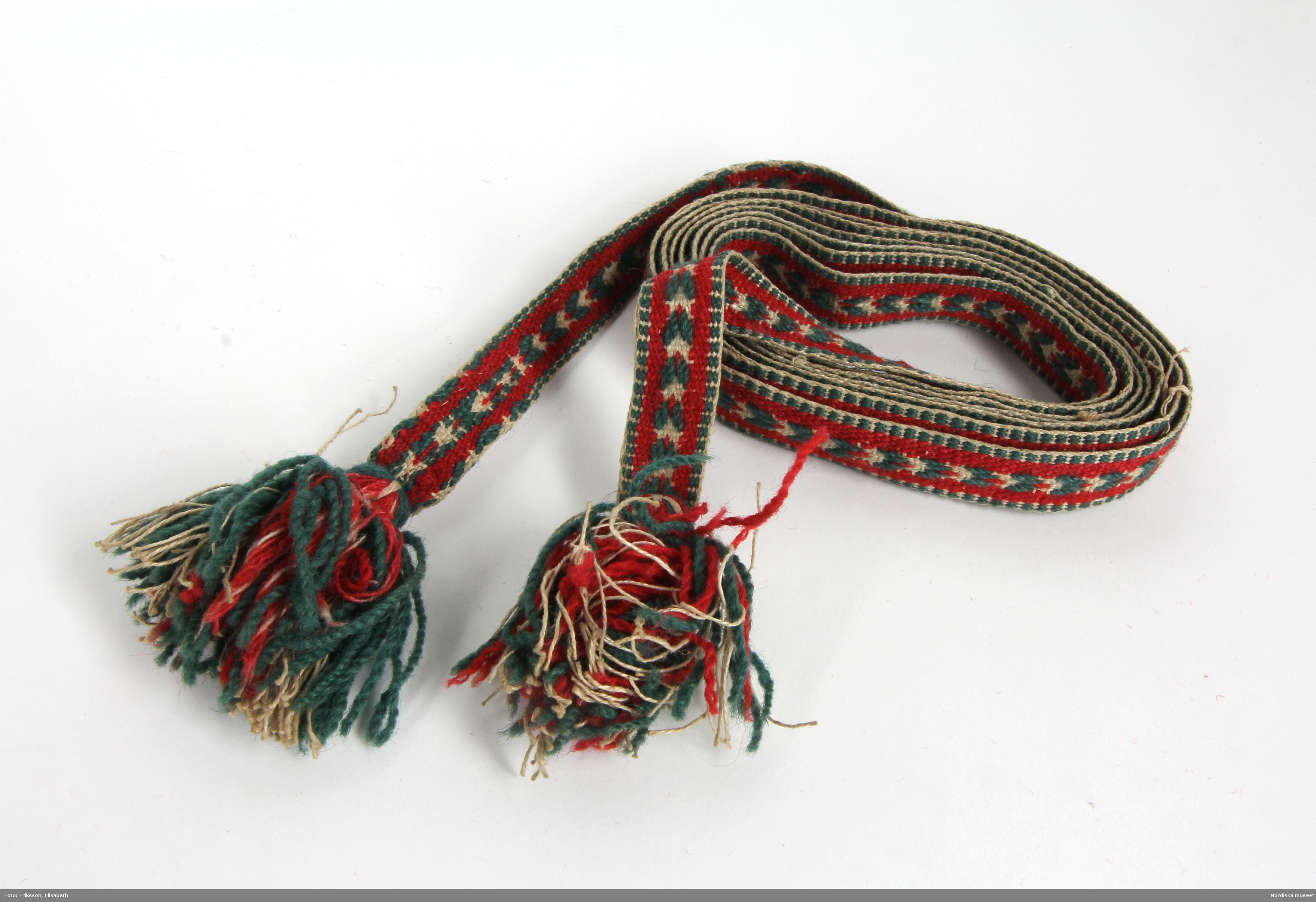
Krinumsband.

## Mansdräkten
Dräkten består av:
- byxor - gula sämskskinnsbyxor.
- väst - randig, hemvävd. Ofta i röda nyanser. Den kan också vara gjord av röd brokad och har två knappränder, inspirerad av militärmodet.
- strumpor - är blå.
- mössa - rödstickad med blå eller grön kan
- ytterrock - svart eller mörkblå